# Lucarie
Le Lucarie (in latino: Lucaria, -ium) erano una festività dell'antica Roma, dedicata a una divinità innominata, patrona dei boschi (lucar) e celebrate il 19 e il 21 luglio.

## Storia
Le Lucarie vennero istituite per celebrare le divinità dei boschi che, dopo la durissima disfatta subìta dai Romani ad opera dei Galli il 18 luglio del 390 a.C. nella piana solcata dall'Allia, modesto affluente di sinistra del Tevere, consentirono a numerosi superstiti di scampare al massacro. In seguito a questa sconfitta Roma fu espugnata dai Galli Senoni di Brenno e subì un disastroso saccheggio. La data del 18 luglio, dies Alliensis che corrispondeva appunto alla battaglia del fiume Allia fu sempre considerata infausta dai Romani. Di contro le Lucarie sottolineavano il ruolo positivo dei fuggitivi che si erano imboscati nelle selve intorno alla via Salaria, i quali poterono contribuire alla riorganizzazione dell'esercito che in breve tempo riconquistò la città.
Secondo un'altra interpretazione la festa è dedicata genericamente a tutti i boschi e le divinità boschive, con riferimento a quei gruppi di alberi che venivano lasciati intatti dopo il disboscamento di un'area (lucus), necessario alla sua antropizzazione.
Per Ovidio è festa consacrata a un asilo che Romolo avrebbe fondato nei pressi del Tevere.
Recentemente la festività è stata simbolicamente ripristinata dalla Soprintendenza Archeologica di Roma, con eventi e spettacoli ambientati nell'area archeologica di Crustumerium, ad una quindicina di chilometri da Roma, oltre Settebagni, che secondo le fonti antiche corrisponde al bacino idrico dell'Allia; nello stesso abitato di Settebagni la avveduta competenza dei servizi di toponomastica dei decenni centrali del XX secolo provvide a denominare Via delle Lucarie una delle principali strade della borgata.